# Seleuco V Filométor
Seleuco V Filométor (en griego antiguo: Σέλευκος Ε΄ ὁ Φιλομήτωρ), de la dinastía seléucida, fue rey de Siria entre 126 a. C.-125 a. C. Hijo de Demetrio II Nicátor y Cleopatra Tea. En 126 a. C., Demetrio II fue asesinado a instigación de Cleopatra Thea, quedando Seleuco bajo la regencia de su madre, tal como indica el epíteto Filométor. 
Poco después, la propia Cleopatra Tea le asesinó también, reemplazandolo por su hermano, Antíoco VIII Gripo. Se dan dos motivos posibles para esta muerte. Según el primero, la causa habría sido reclamar su poder y desembarazarse de la regencia. Según el segundo, ella habría tenido miedo de que vengará la muerte de su padre.
No ha sobrevivido ninguna acuñación de Seleuco V.